# Mario Pistacchi
Mario Pistacchi (Roma, 11 dicembre 1932 – Roma, 26 dicembre 2006) è stato un calciatore italiano, di ruolo attaccante.

## Carriera
Ha esordito in Serie A con la maglia della Lazio il 4 aprile 1954 in Fiorentina-Lazio (0-1).
Ha giocato in massima serie anche con la maglia del Palermo.

## Collegamenti esterni

Una formazione della Lazio 1954-55, Pistacchi è in piedi, 2º da sinistra

## Palmarès

### Club

#### Competizioni nazionali
- Serie C: 2

Reggiana: 1957-1958
Modena: 1960-1961